# Síntesis (noticiero)
Síntesis (anteriormente En síntesis) es un noticiero argentino emitido de lunes a viernes y producido por Canal 13. Además de ser la última emisión de los cinco noticieros emitidos durante el día, es conducido por Guido Martínez y Silvia Martínez.
El programa se emite al resto de países de América y Europa por El Trece Internacional.

## Segmentos
El noticiero resume la información del día, desarrollando los siguientes segmentos:
- «Historia del día»: el desarrollo de la noticia más importante, con un profundo análisis.
- «Síntesis virtual»: sucesos y noticias tecnológicas y que se pueden ver en la Web.
- «Cotizaciones»: se informan los valores de las divisas nacionales e internacionales y el índice Merval.
- «El dato económico»: la información económica más relevante a nivel nacional.
- «Lo que va a pasar»: se adelantan noticias del día que comienza.
- «Las instantáneas»: noticias breves narradas por el conductor a través de placas.
- «Para tener en cuenta»: informa sobre obras públicas, actos, movilizaciones y paros sindicales que afectarán el tránsito y la rutina laboral. También da cuenta de anuncios de organismos oficiales.
- Pronóstico del tiempo: se brinda en detalle para el Interior y luego para Capital Federal y Gran Buenos Aires de martes a sábados.
- «El clásico musical»: tema elegido por la gente para cerrar el noticiero.

## Historia
El noticiero es el reemplazo de Revista 13 (conducido por Liliana López Foresi después fue como su primer micro noticias en el último semestre Luis Otero), que se emitió hasta fines de 1991, cuando fue levantado del aire.
El 6 de enero de 1992, arrancó En Síntesis con la conducción de Eduardo Rodríguez. Entre 1993 y 1996 lo conducían Marcelo Peláez, Juan Miceli, Gustavo Sylvestre y Mercedes Marti. 
A partir de mediados de 1995, pasó a ser presentador Santo Biasatti, quien se mantuvo hasta diciembre del 2003. Para marzo del 2004, se renovaron todos los noticieros del canal e ingresó la dupla de Débora Pérez Volpin y Juan Miceli, quienes permanecieron hasta 2005, en este mismo año hasta fines del 2006 quedó solo Juan Miceli (aunque este mismo conductor lo reemplazó tras la salida de Biasatti desde diciembre del 2003 hasta el 27 de febrero del 2004). En 2007 ingresó como conductor José Antonio Gil Vidal, quien estuvo hasta agosto de 2011.
El 8 de mayo de 2007, el nombre del noticiero se simplificó, pasando a ser simplemente Síntesis. Sin embargo, para 2021, la medidora de audiencia IBOPE y numerosos medios de comunicación lo siguen mencionando con el nombre anterior.
El 25 de julio de 2011, Canal 13 renovó la gráfica del noticiero, pero mantuvo la música, tal como el resto de los noticieros del canal. José Antonio Gil Vidal abandonaría la conducción del programa el 12 de agosto de 2011 tras 6 años al frente del noticiero; lo reemplazó Mario Massaccesi. El 19 de septiembre, el canal modificó la estructura informativa de En síntesis por lo que dejó de emitir regularmente el segmento Síntesis nacional. Además, el noticiero dejó de comenzar con el bloque «Historia del día». A partir del 20 de septiembre, Matías Bertolotti anuncia el pronóstico del tiempo para todo el país. El 30 de septiembre, se lanzó el segmento «Síntesis virtual».
El noticiero ha ido cambiando caras en su plantilla, donde han pasado Juan Manuel "el Rifle" Varela en deportes, Eddie Fitte en redes sociales y como conductor alternativo, y Eleonora Pérez Caressi, «la Beba» en música y como conductora alternativa. En 2018, Bertolotti y Eddie Fitte dejaron el programa y «el Rifle» Varela dejó la señal, por lo que a Mario y «la Beba» se sumaron como reemplazos Guido Martínez en redes, Juan Butvilofsky en deportes y José Bianco con el pronóstico del tiempo y los fenómenos climatológicos del mundo.
El 9 de mayo de 2017, Síntesis renueva sus gráficas con un estilo «neón« y con cambios en su banda musical.
En 2018, se modificó el segmento «Más información» para ser reemplazado por «Las instantáneas».
En 2020, renueva el ventanal/escenografía que se usó durante 15 años, con un estilo rústico y agrandando el espacio de esta.
A principios del 2023, Eleonora Pérez Caressi renunció a Artear, dejando vacante el espacio de música. A principios del 2024, temporalmente se sumó la española Elena García para noticias internacionales.
A fines del 2024, Mario Massaccesi dejó la conducción del noticiero. Guido Martínez, hasta entonces coconductor, sería el sucesor definitivo.
En febrero de 2025, se sumó Silvia Martínez a la conducción en dupla junto a Guido.

## Presentadores
- 1992-1993: Eduardo Rodríguez.
- 1993-1995: Marcelo Peláez, Juan Miceli, Gustavo Sylvestre, Mercedes Marti.
- 1995-2003: Santo Biasatti.
- 2004-2005: Débora Pérez Volpin, Juan Miceli.
- 2005-2006: Juan Miceli.
- 2007-2011: José Antonio «Pepe» Gil Vidal.
- 2011-2024: Mario Massaccesi.
- 2025-presente: Guido Martínez y Silvia Martínez.

## Equipo periodístico
| Rol        | Periodista/s                   |
| ---------- | ------------------------------ |
| Conducción | Guido Martínez Silvia Martínez |
| Clima      | José Bianco                    |
| Deportes   | Juan Butvilofsky               |